# Singapore-ETH Centre
Das Singapore-ETH Centre ist ein inter- und transdisziplinäres Forschungsinstitut mit Sitz in Singapur. Es wurde 2010 von der ETH Zürich und der Singapore National Research Foundation NRF gegründet und beschäftigt rund 200 Forscher aus 20 Nationen in rund 25 Disziplinen.  

## Forschungsziel
Am Forschungsinstitut Singapore-ETH Centre bestehen die beiden Forschungsprogramme Future Cities Laboratory FCL und Future Resilient Systems FRS, die sich mit der nachhaltigen Entwicklung von Städten und ihren Infrastrukturen befassen. 
Das Programm Future Resilient Systems FRS wurde 2014 gestartet, um den Herausforderungen zunehmend vernetzter und komplexer Infrastruktursysteme gerecht zu werden. Das FRS-Programm untersucht Möglichkeiten, wie Infrastruktursysteme widerstandsfähiger gemacht werden können, sich selbst organisieren lernen und schließlich selbst verändern können, ähnlich wie ein biologisches System. 
Der wissenschaftliche Schwerpunkt der Forschung des Programms Future Cities Laboratory FCL liegt auf der Quantifizierung und dem Verständnis der komplexen Stadtwelt und wie sie nachhaltig strukturiert und organisiert werden kann.
Das in Singapur ansässige Zentrum ist das einzige Forschungszentrum der ETH Zürich ausserhalb der Schweiz und wurde am 16. März 2012 eingeweiht.